# Novouleanovka, Oleksandria
Novouleanovka (în ucraineană Новоулянівка) este un sat în comuna Nedoharkî din raionul Oleksandria, regiunea Kirovohrad, Ucraina.

## Demografie
Componența lingvistică a localității Novouleanovka
     Ucraineană (87,65%)
     Rusă (10,59%)
     Maghiară (1,18%)
     Alte limbi (0,59%)
Conform recensământului din 2001, majoritatea populației localității Novouleanovka era vorbitoare de ucraineană (87,65%), existând în minoritate și vorbitori de rusă (10,59%) și maghiară (1,18%).